# 吉成由貴
吉成 由貴（よしなり ゆき、1989年2月15日 - ）は、日本の女性声優、プロ団体所属（ライト会員）雀士である。東京都出身。キャトルステラ所属。

## 人物
薬剤師の国家資格を持つ薬剤師声優である。
また、プロ競技麻雀団体「RMU」に入団し、雀士としても活動しているが、プロ資格には至っていない。
マヨネーズが好きで、自身で調味料擬人化のLINEスタンプを作成した。

## 略歴
- ゲーム『アオイシロ』の桜井綾代役で声優デビュー。
- 大学時代は養成所に通いながら、フリーランスとして声優業をこなしていた。
- 2012年9月1日、アップアンドアップスに所属。
- 2014年10月10日、カレイドスコープへの移籍を発表。
- 2015年2月28日をもってカレイドスコープを退所、スターダストプロモーションに移籍。
- 2017年6月30日をもってスターダストプロモーションを退所、フリーランスとして活動開始[5]。
- 2017年9月29日、声優事務所キャトルステラに所属[6]。

## 出演

### テレビアニメ
- ウィザード・バリスターズ 弁魔士セシル（2014年、ブブヒィ）

### ゲーム
2008年
- アオイシロ（桜井綾代）

2010年
- のーふぇいと! 〜only the power of will〜（仁木珠緒）

2011年
- 麻雀ロワイヤル（女性プレイヤー）
- ポケモンバトリオV03弾 猛き疾風・轟く迅雷（おとなのおねえさん ヒトミ）

2012年
- アトランティカ（ドリアード）
- なめこ大繁殖（小沢里奈）

2013年
- 幻獣姫（[ハートの浜辺]オリオン）
- 軍神召喚†アークナイツ（ガブリエル、クエレブレ）
- タワーオブアイオン（レナ、メルラニア）
- スケ雀刑事（天城理恵）
- リング☆ドリーム 女子プロレス大戦（ブレイブ勇子、メンテ子）

2014年
- アイドリズム（椎倉千歳）

2015年
- 戦乱のサムライキングダム（穴山小介）
- 新約アルカナスレイヤー（モニカ）

2016年
- ヴァリアントナイツ（カリン＝ミラー）
- ぐるモン（ネコマタ）
- 刻のイシュタリア（ゾーリャ、クララ）
- 逆転オセロニア（ブランジェッタ）
- トリックスター～召喚士になりたい～（フェイユー、オリビア）

2017年
- REDSTONE2（モパデール）

2018年
- グラナド・エスパダ（ミサ）
- るるたるイデア （マナ）
- ArkResona（ルイーザ・ブルーウィッチ、ミア・スキアー）
- リバースユニオン（アマテラス、ベルフェ、イルジア、ミイラ女、ヘラ）

2022年
- スーパーバレットブレイク（川澄絵梨花）

2023年
- ハツリバーブ（ティナ、ギン）

### ドラマCD
- アオイシロシリーズ（桜井綾代）
  - 「青い城の円舞曲」
  - 「青い城の縁結び」
  - 「青い城と硝子の靴」
  - 「青い城の凱旋門」
  - 「青城奇憚」
- 彼女のカレラ（加賀萌）
- こえたま 限定版付属ドラマCD（幼女）
- シンフォニックギア ヒビキ（オペレーター）
- Baricoシリーズ（ナイン）
  - 珈琲円舞曲
  - 子猫狂詩曲
  - 銀色行進曲
  - 珈琲と猫、それから…
  - 長靴と猫、それから…
  - サヨナラ四重奏
  - 水曜日のチョコレート
  - 水曜日のお砂糖とスパイス
- DUEL!（緋桐ゆうな）
- 我ら、帰宅部！（女子中学生）
- 我ら、帰宅部！2（白鳥あやめ）

### ラジオドラマ
- VOMIC 終わりのセラフ（茜[13]）
- Solaのシト～「スカイサーキット」時速400kmのエアバトル！～（ソラノリオ）

### ラジオ
- Voice of A&G Digital 超ラジ! 吉成由貴の超ラジ!Rookie
- ブリフラジオ!（不定期出演）
- OPPタッチ!
- メビウス・リング・ユニバース
- 吉成由貴のおはよしちゃんねる - ウェイバックマシン（2014年7月21日アーカイブ分）
- 吉成由貴と後藤沙織の声ダスラジオ！（楽天FM:2016年8月26日 - ）[14]

### インターネットテレビ
- アニメ！アニメ！TV（アシスタント）
- アプリのがっこう
- ポケラボチャンネル（サムキンガールズ）
- サクセスゲーム動画チャンネル 第2回 - 第10回（メンテ子）
- 「予言者育成学園 Fortune Tellers Academy」×「人狼TLPT」
- 声優バラエティ「ちょうみりょうぱーてぃー」（2018年 - 、楽天TV、HiBiKi Radio Station）

### 舞台
- すずぴこ企画PRESENTS「銀河旋律〜STARDUST MELODY〜」（2011年12月22日 - 12月25日）
- アーラェ アンゲリー「DIY！～明日の戦士たち～」（2014年4月2日 - 4月6日）
- 「ことだま屋本舗☆リーディング部 ブクロ支店4」（2014年6月25日）
- セブンスキャッスル
  - ｢WAR→P！｣
    - ｢WAR→P！ in Fantasy 〜神託の姫君と夜明けの鍵〜 Oβver.｣（2014年11月14日 - 11月24日） - 酒場主人 ヨリカ役
    - ｢WAR→P！ in Fantasy 〜暦星と虹の冠〜｣（2014年11月14日 - 11月24日） - カフェテリアの看板娘 リエンダ役
    - ｢WAR→P！ to ナンジャタウン ナジャヴのドキドキ壁画パニック｣（2016年11月17日 - 11月18日） - アリスン役
    - ｢WAR→P！ in Troupe 鈍色のカーテンコール｣（2017年4月28日 - 5月6日） - 清野咲由貴役
    - ｢WAR→P！ to TRPG FES 呪われた跳躍者｣（2017年9月1日 - 9月3日） - アリスン、キュアネス・エンテ役

  - ｢人狼 ザ・ライブプレイングシアター｣
    - ｢人狼 ザ・ライブプレイングシアター　#16:VILLAGE IX 雪の花咲ける村 ｣(2014年12月10日 - 12月15日、シアターKASSAI) - 薬屋 アリスン役
    - ｢人狼 ザ・ライブプレイングシアター　#24:VILLAGE XII 深紅に染まる村｣(2016年10月13日 - 10月23日、新宿村LIVE) - 薬屋 アリスン役
    - ｢人狼 ザ・ライブプレイングシアター　#28:VILLAGE XIV 月凍る夜｣(2017年12月28日 - 2018年1月7日、新宿村LIVE) - 薬屋 アリスン役
    - ｢人狼 ザ・ライブプレイングシアター X ドラゴンクエストX｣[15](2018年3月7日 - 3月11日、シアター1010) - オープニングアクト

### パチンコ・パチスロ
- 真モグモグ風林火山2（モグ姫）
- CR BE-BOP～壇蜜与太郎仙歌～（泉今日子）

### その他
- 新約アルカナスレイヤー 声優オーディション（司会）
- 声優になりたい人の本（インタビュー）
- WebCM『マイナポイント事業「マイナンバーカードでマイナポイント」』（2020年、マイナちゃん[16]）